# Michaela Herlbauer
Michaela Herlbauer, née Reichör le 17 octobre 1986 à Linz en Autriche est une triathlète professionnelle, championne d'Autriche moyenne distance en 2014 et championne d'Autriche longue distance en 2016.

## Palmarès
Le tableau présente les résultats les plus significatifs (podium) obtenus sur le circuit national et international de triathlon depuis 2014,.
| Année | Compétition                             | Pays       | Position           | Temps            |
| ----- | --------------------------------------- | ---------- | ------------------ | ---------------- |
| 2018  | Ironman Louisville                      | États-Unis | Médaille d'argent  | 8 h 45 min 29 s  |
| 2017  | Ironman Texas                           | États-Unis | Médaille d'argent  | 8 h 59 min 31 s  |
| 2017  | Ironman 70.3 Texas                      | États-Unis | Médaille d'argent  | 4 h 18 min 0 s   |
| 2016  | Ironman Autriche                        | Autriche   | Médaille d'argent  | 8 h 57 min 23 s  |
| 2016  | Championnat d'Autriche longue distance  | Autriche   | Médaille d'or      | 8 h 57 min 23 s  |
| 2016  | Ironman Suisse                          | Suisse     | Médaille de bronze | 9 h 28 min 12 s  |
| 2016  | Linz-Triathlon                          | Autriche   | Médaille d'or      | 4 h 35 min 38 s  |
| 2015  | Ironman Lanzarote                       | Espagne    | Médaille d'argent  | 10 h 13 min 49 s |
| 2015  | Tri122 Lanzarote                        | Espagne    | Médaille d'or      | 4 h 38 min 51 s  |
| 2014  | Championnat d'Autriche moyenne distance | Autriche   | Médaille d'or      | 4 h 28 min 20 s  |